# 토마스 방커
토마스 방커(독일어: Thomas Wanker, 1973년 4월 19일 ~ )는 토마스 반더(Thomas Wander)라고도 알려진 오스트리아 출신의 영화 음악 작곡가이다. 같은 오스트리아 출신 하랄트 클로저와 함께 롤란트 에머리히 감독의 영화들의 OST를 제작하고 있다. 인기 드라마 시리즈 《뱀파이어 해결사 버피》의 주제가로도 유명하다.